# Booktrailer
Booktrailer, bibliotràiler o tràiler de llibre és el nom que s'ha donat als petits curts cinematogràfics que es filmen per il·lustrar l'essència del llibre en un format audiovisual. Volen fer la funció del tràiler que s'utilitza per promocionar pel·lícules, però amb llibres.
Cal destacar que un booktrailer no significa tenir tot el llibre a la pantalla. Acostumen a tenir una durada de trenta segons fins a un minut i es limiten a explicar la sinopsi del llibre amb animacions, actors que interpreten escenes de la novel·la, malgrat que als seus inicis hi havia simplement imatges en moviment amb una veu en off.

## Orígens
Es data el seu origen al 2006 i els seus primers exemplars es troben a la plataforma de YouTube. En el seu moment fou un format molt innovador, ja que quan els booktrailers van aparèixer, ara fa uns deu anys, la gent no estava acostumada a veure un llibre a la pantalla. Fins llavors els llibres només es podien llegir i de sobte va aparèixer aquest nou “format” que et permet visualitzar i experimentar un llibre d'una manera totalment diferent, quasi com si fos una pel·lícula, perquè el booktrailer juga amb els referents cinematogràfics.
Els primers exemples de booktrailers mostren uns vídeos d'un minut o menys, en els quals es mostra una presentació de diapositives, la qual acostuma a ser una gravació de pantalla, on s'esmenten alguns fets rellevants del llibre i el seu autor. Avui en dia aquest estil es veu molt antiquat atès que el format ha evolucionat molt.
Fa uns anys, va sorgir una nova forma de booktrailers, coneguda com el "booktrailer cinemàtic". Creada com una resposta directa als booktrailers originals de presentació de diapositives que no donaven resultat, els booktrailers cinematogràfics són vídeos creats per a llibres que utilitzen imatges originals i de qualitat cinematogràfica rodades exclusivament per al llibre. Actualment, gairebé tots els booktrailers que reben qualsevol classe de cobertura de premsa, es converteixen en un vídeo viral, o ambdós, acostumen a ser aquests "booktrailers cinematogràfics". Avui dia hi ha més producció mensual de booktrailers que mai, i estan superant molt ràpidament els seus predecessors.

## Creació d'un booktrailer
Evidentment no hi ha uns passos a seguir per a fer un booktrailer, ja que no deixa de ser una expressió artística d'algú que trasllada l'essència d'un llibre a la pantalla, si més no, una manera de fer booktrailers exitosos no és tant enfocant-ho cap a una idea comercial sinó, s'ha de fer seguint tres línies de guia, com bé explica l'autor Jeff Goins.
1. Centrar-ho al voltant del lector, no de l'autor.
2. Parlar de la idea darrere del llibre, no del llibre en si mateix.
3. No dir a la gent que es llegeixi el llibre, sinó convidar-los a unir-se a un moviment.

### Característiques principals
- Durada breu.
- Gran intensitat.
- Ha de contenir informació que proporcioni un petit avanç del llibre en si.
- Aquesta brevetat i intensitat han d'enganxar al públic.
- Proporciona informació: autors, dates de presentació.

### Com fer-lo
El més important abans de realitzar un booktrailer és haver llegit el llibre i definir quins són els trets que se'n volen destacar en el trailer, allò que crearà l'atmosfera de la història. Per tant, cal saber quins esdeveniments de l'argument podem explicar per tal que, sense revelar la trama ni el final del llibre, ens permeti crear l'interès en la seva lectura i atrapi als lectors.
El material necessari per fer-lo és:
- Una càmera de vídeo o mòbil que gravi amb bona qualitat.
- Un ordinador i programes d'edició de vídeo tipus MovieMaker o similar i un editor d'àudio.
- Un guió clar on especificarem les diferents seqüències i les idees més importants que volem plasmar en el vídeo.

Font: Literatura i Narratives digitals

### Elements a tenir en compte
Els elements principals d'un booktrailer es poden definir de la següent manera:
- Títol del llibre, autor i nom de l'editorial; poden sortir tan al final com al principi del trailer.
- Mostrar en pantalla o narrar en veu en off textos del llibre, ja que és el que s'està promocionant.
- Les imatges usades poden ser o bé il·lustracions del mateix llibre o recórrer a altres imatges per poder fer-se una idea figurada del llibre.
- Depenent de l'enfocament que es faci del booktrailer, pot sortir informació de l'autor a part de la del llibre.
- Donar especial importància a la data de llançament i el punt de venda.

## Repercussió
Els booktrailers s'estan convertint en una forma de màrqueting essencial per a qualsevol campanya publicitària d'un llibre. Un booktrailer pot incrementar les vendes d'un llibre si està ben fet, és una manera de promocionar-lo, cosa que qualsevol autor vol, ja que una campanya de màrqueting reeixida sorgeix a partir de la difusió interessant i sorprenent d'una idea. A causa d'això, hi ha una mica de controvèrsia al voltant de si els booktrailers són indispensables per a l'èxit d'un llibre o no.

Molts autors creuen que és impossible encabir un llibre de 120.000 paraules en un vídeo que en diu 100, com a màxim, perquè explota el poder de la imatge. Però d'altres pensen que aquesta és la nova manera d'arribar a lectors i vendre el seu llibre, ja que vivim immersos en un paradigma audiovisual, i un vídeo et pot convèncer més per comprar un llibre que no pas la mateixa sinopsi, feta de paraules.
“Vivim en una era en què menys gent llegeix i més gent està mirant. Aquesta és la realitat que ha fet emergir els booktrailers. […] La meva esperança és que booktrailers com el nostre ajudin a disminuir la separació (entre llenguatges) i atreguin a més gent cap a la bellesa, substància i poder transformador dels llibres”.
L'èxit dels booktrailers és innegable, tant per les vendes dels llibres que són promocionats amb aquest nou estil publicitari, es destaquen especialment els autors independents que auto-publiquen un llibre, com pel fenomen en sí. A Catalunya, el 2013 les Biblioteques Públiques de Catalunya van iniciar un "concurs de booktrailers" que encara és vigent avui dia [desembre 2018] on insten als joves lectors a expressar la seva passió per la lectura mitjançant aquest nou mitjà. 
"Un vídeo pot arribar a més de 22 mil milions de vistes diàries. Augmenta l'abast orgànic dels continguts de les xarxes socials per més del 100%, en comparació a fotos o text. Se situa cap a la part superior de la primera pàgina en cerques de Google, es mostra popular en les demogràfiques i crea una connexió emocional instantània amb el públic.
No és estrany que els editors i els autors estiguin aprofitant cada vegada més el vídeo per aprofitar un públic explosiu".

## Diferents usos
El booktrailer ha resultat ser una eina molt versàtil que es pot utilitzar en contextos completament diferents.
Pot servir per:
- Promocionar un llibre des d'una editorial.[13]
- Eina per treballar la literatura a classe (aquesta darrera s'està fent cada vegada més comuna en les aules de secundària i batxillerat).[14][15]
- Mètode de tria per a un comprador: atès que pot servir com a petit tast del que tracta el llibre i ajuda al lector a decidir si se'l vol comprar o no.
- Introduir la literatura a la generació digital.

## Exemples
- As Dead As It Gets de Katie Alender.[16]
- From Bad to Cursed de Katie Alender.[17]
- Aloma de Mercè Rodoreda, (guanyador concurs "booktrailers" 2014).[18]
- Into the current de Jared Young, (guanyador del concurs SXSW 2017).[19]
- Time Zero de Carolyn Cohagan.[20]
- The In-Between de Jeff Goins.[21]
- The Reckoning de John Grisham.[22]